# Calliphora vomitoria
Il moscone blu della carne (Calliphora vomitoria (Linnaeus, 1758)) è un insetto dell'ordine dei ditteri appartenente alla famiglia Calliphoridae.

## Descrizione

### Adulto
È un insetto di dimensioni medio-piccole, oscillanti tra i 10 e i 14 mm di lunghezza. Il capo ed il pronoto sono tendenti al grigio, mentre l'addome è di un color blu metallizzato, spesso con linee nere trasversali. Presenta antenne corte, occhi grandi e rossi, sul corpo e zampe ha una pubescenza abbastanza folta mentre sulla parte inferiore del corpo vi sono delle spine a protezione nei confronti di altre mosche.

### Larva
Le larve sono bianche con i segmenti ben distinti tra di loro.

## Biologia
C. vomitoria compare con i primi caldi mentre in inverno adulti e larve restano ibernati in attesa dell'arrivo della primavera. Questo insetto tende a volare in gruppo: se una mosca percepisce la presenza di un pasto emana un feromone che lo comunica a tutte le altre. Le femmine depongono le uova nelle feci, nella carne marcia e nei rifiuti;  dato che gli embrioni iniziano a svilupparsi già nel corpo della madre, la schiusa avviene a sole 18 ore dalla deposizione. Lo stadio larvale dura solo pochi giorni e gli adulti hanno una vita media di circa 3 settimane.

## Distribuzione e habitat
C. vomitoria è rinvenibile in tutta Europa, in Alaska, in Sudafrica, in Virginia e in Messico.

## Galleria d'immagini

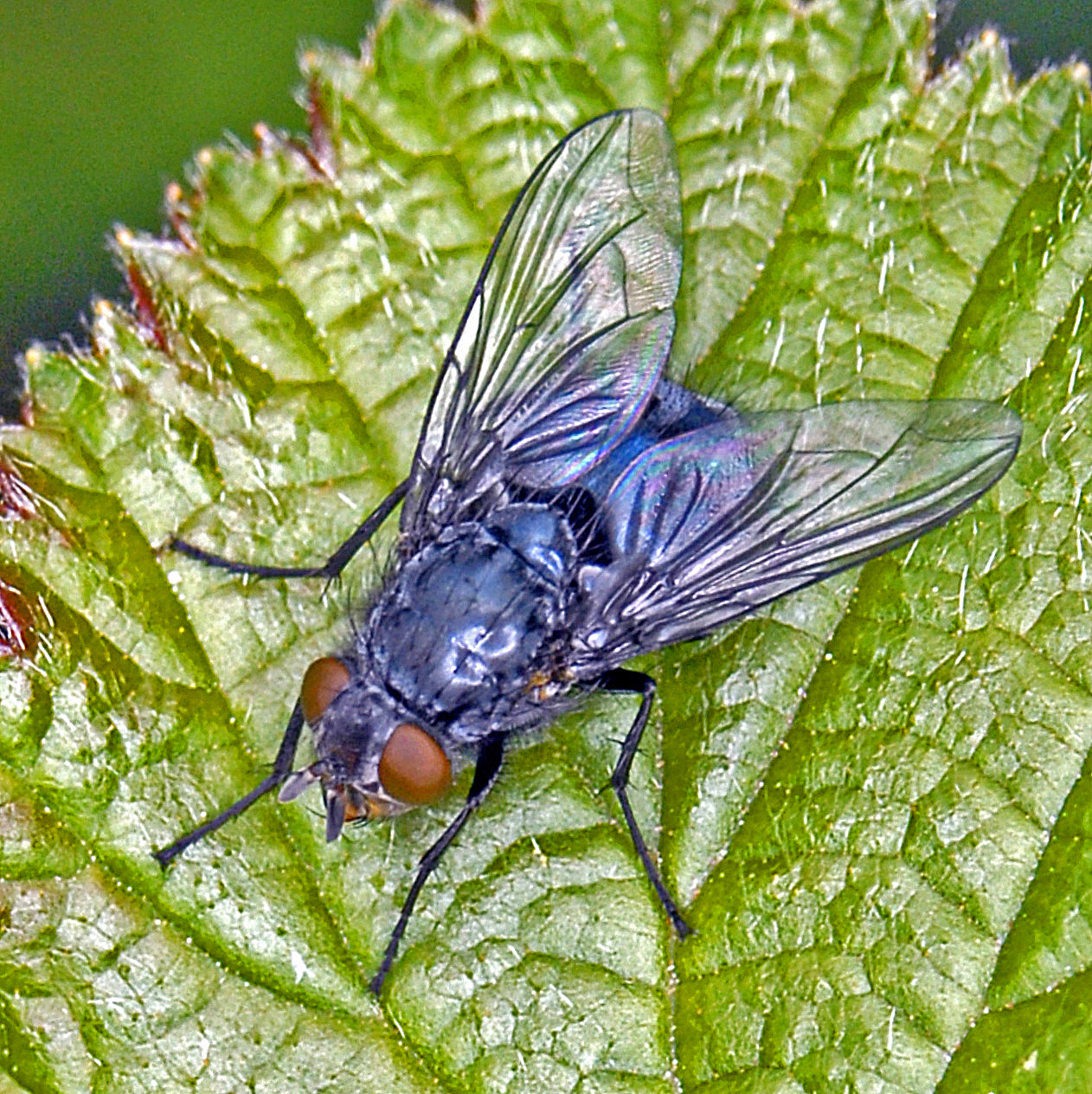
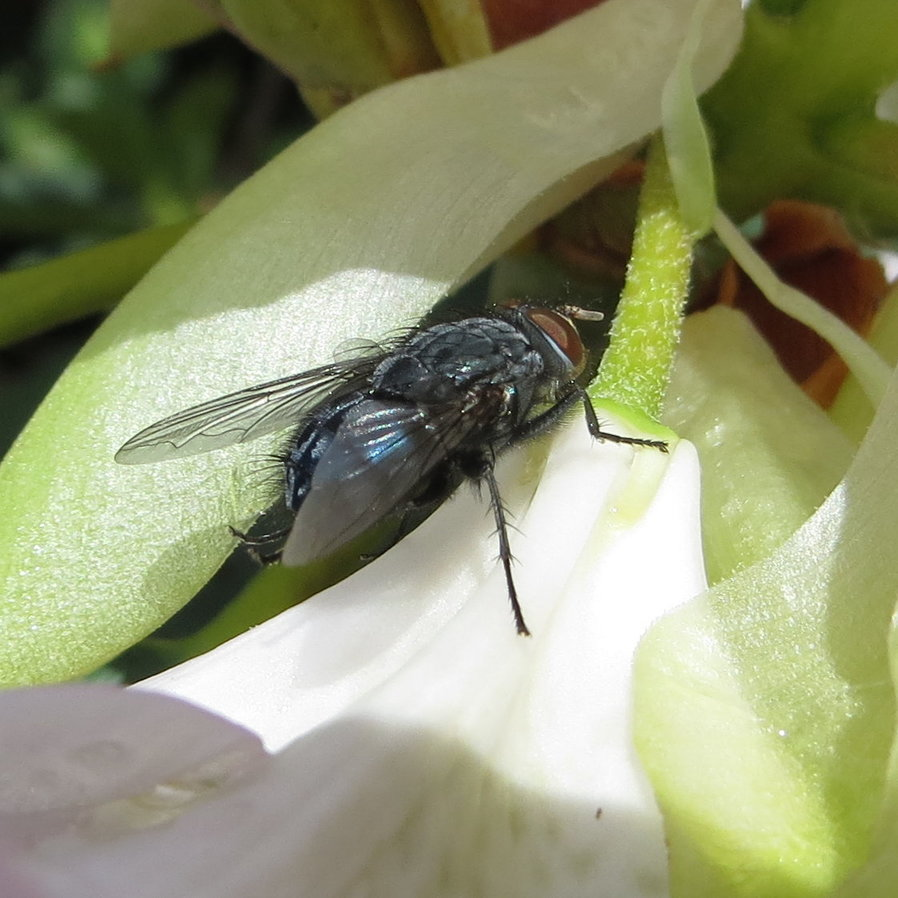
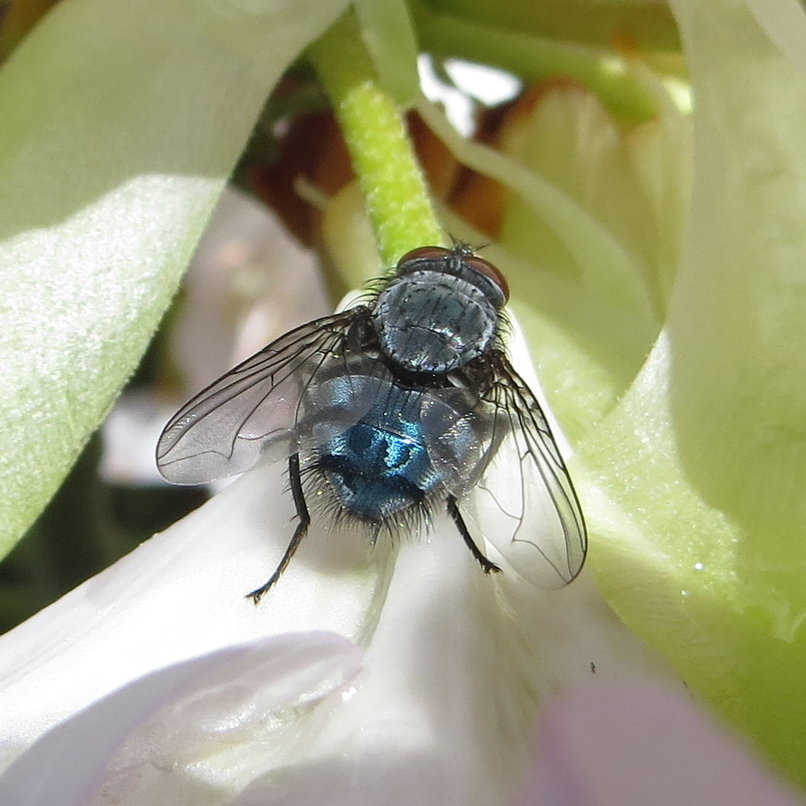
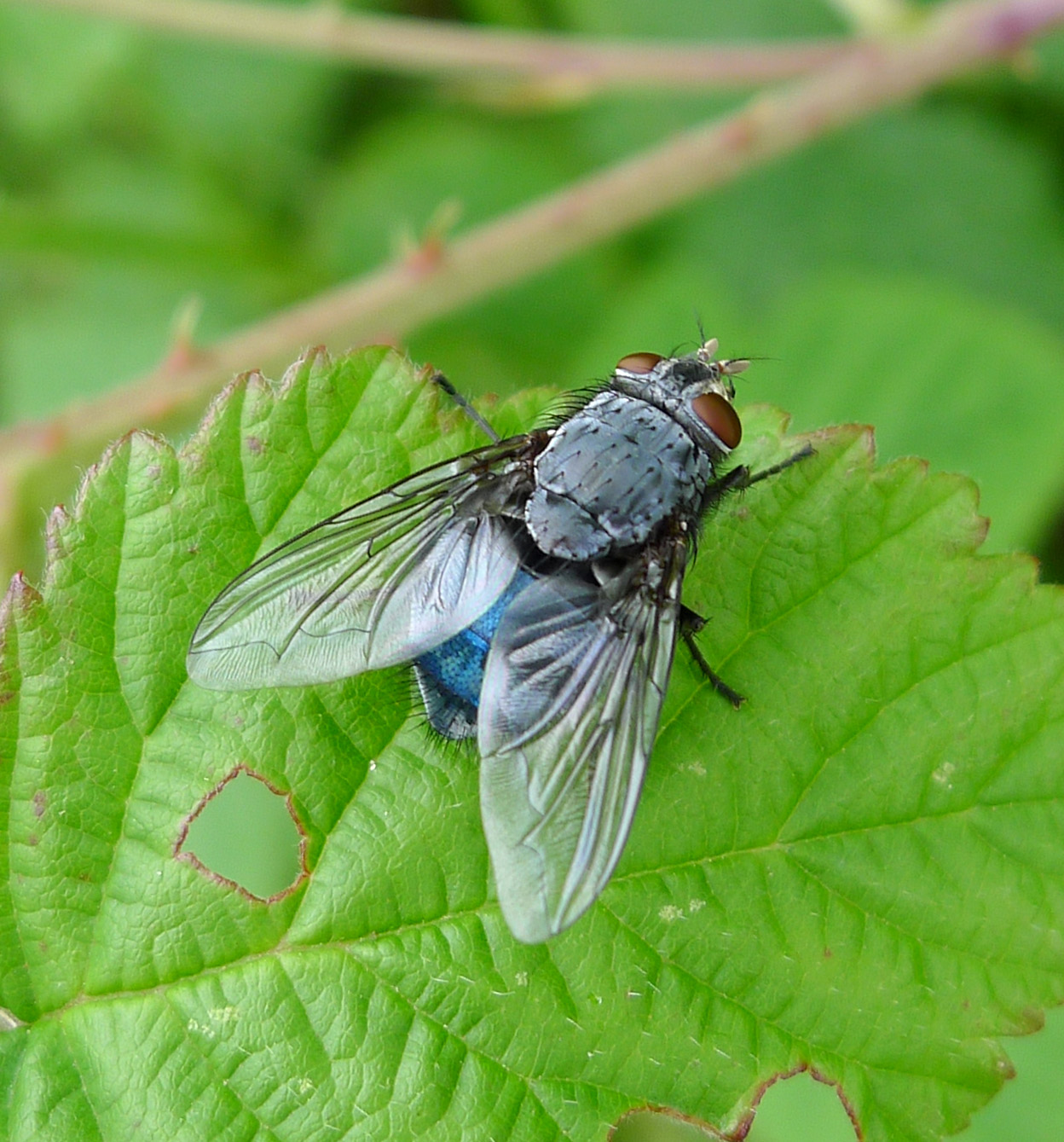